# Internationaux de Strasbourg 2009
Internationaux de Strasbourg 2009 — жіночий тенісний турнір, що проходив на відкритих кортах з ґрунтовим покриттям. Це був 23-й за ліком Internationaux de Strasbourg. Належав до категорії International в рамках Туру WTA 2009. Відбувся в Centre Sportif de Hautepierre у Страсбургу (Франція). Тривав з 18 до 23 травня 2009 року. Араван Резаї здобула титул в одиночному розряді.

## Учасниці

### Сіяні пари
| Гравчиня                | Країна             | Рейтинг* | Сіяна |
| ----------------------- | ------------------ | -------- | ----- |
| Анабель Медіна Гаррігес | Іспанія            | 20       | 1     |
| Сібіль Баммер           | Австрія            | 29       | 2     |
| Пен Шуай                | Китай (етимологія) | 32       | 3     |
| Хісела Дулко            | Аргентина          | 43       | 4     |
| Тамарін Танасугарн      | Таїланд            | 48       | 5     |
| Олена Весніна           | Росія              | 52       | 6     |
| Анна-Лена Гренефельд    | Німеччина          | 53       | 7     |
| Наталі Деші             | Франція            | 62       | 8     |

- Рейтинг подано of 11 травня 2009.

### Інші учасниці
Нижче наведено учасниць, які отримали вайлд-кард на участь в основній сітці:
- Клер Феерстен
- Ірена Павлович
- Kinnie Laisne

Нижче наведено гравчинь, які пробились в основну сітку через стадію кваліфікації:
- Ясмін Вер
- Вікторія Кутузова
- Моніка Нікулеску
- Юлія Бейгельзимер

## Фінальна частина

### Одиночний розряд
Араван Резаї —  Луціє Градецька, 7–6(7–2), 6–1
- Для Резаї це був перший титул за кар'єру.

### Парний розряд
Наталі Деші /  Мара Сантанджело —  Клер Феерстен /  Стефані Форец, 6–0, 6–1